# 2081 en astronomie
Cette page présente une chronologie des évènements qui devraient se produire pendant l'année 2081 dans le domaine de l'astronomie.
| Années de l'astronomie : 2078 - 2079 - 2080 - 2081 - 2082 - 2083 - 2084    |
| Décennies de l'astronomie : 2050 - 2060 - 2070 - 2080 - 2090 - 2100 - 2110 |

## Événements

### Chronologie

#### Septembre
- 3 septembre 2081 : éclipse solaire totale[1].

## Objets

### Phases de la Lune
Le tableau suivant résume les phases de la Lune pour l'année 2081:
| #  | Nouvelle lune | Premier quartier | Pleine lune | Dernier quartier |
| -- | ------------- | ---------------- | ----------- | ---------------- |
| 1  |               |                  |             | 02/01            |
| 2  | 10/01         | 18/01            | 25/01       | 31/01            |
| 3  | 08/02         | 16/02            | 23/02       | 02/03            |
| 4  | 10/03         | 18/03            | 25/03       | 01/04            |
| 5  | 09/04         | 16/04            | 23/04       | 30/04            |
| 6  | 08/05         | 15/05            | 22/05       | 30/05            |
| 7  | 07/06         | 14/06            | 21/06       | 29/06            |
| 8  | 06/07         | 13/07            | 20/07       | 29/07            |
| 9  | 05/08         | 11/08            | 19/08       | 27/08            |
| 10 | 03/09         | 10/09            | 18/09       | 26/09            |
| 11 | 02/10         | 09/10            | 17/10       | 25/10            |
| 12 | 01/11         | 08/11            | 16/11       | 23/11            |
| 13 | 30/11         | 08/12            | 16/12       | 23/12            |
| 14 | 30/12         |                  |             |                  |